# Vincenzo Rossetti
Vincenzo Rossetti (Terracina, 15 maggio 1896 – Latina, 30 marzo 1974) è stato un medico italiano pioniere nella lotta contro la malaria nell'Agro Pontino dal 1926 sino alla fondazione di Littoria (oggi Latina), la quale riconobbe il dottor Rossetti come pioniere e cittadino benemerito della città, dedicandogli un viale.
Oltre all'attività di medico, ha svolto un ruolo fondamentale nell'organizzazione medico-sanitaria della zona pontina prima durante e dopo la bonifica, organizzando e gestendo tutto il servizio sanitario in palude.
Nel 1937, dopo la nascita della città di Sabaudia, vinse il premio letterario nazionale "Sabaudia" con un libro che documentava la dura vita nell'Agro Pontino ai tempi della malaria, la bonifica e la nascita della città di Latina.

## Biografia
Vincenzo Rossetti nasce a Terracina il 15 maggio del 1896 da Agnese Di Biagio e Luigi Rossetti, ed è il terzo di cinque figli. Dopo la quinta elementare Vincenzo decide di non proseguire gli studi, ma il padre, amministratore della famiglia dei Conti Antonelli, non ne fa un dramma e lo porta con se per seguire il lavoro dei contadini in palude nelle terre tra Terracina e l'attuale Pontinia, mettendolo ogni tanto anche a lavorare con loro. Vincenzo presto si rende conto di quanto sia duro quel lavoro, e vede gli operai ammalarsi e soffrire per le condizioni sanitarie in cui vivevano. Rimanendo colpito dalla dura vita che i contadini conducevano al tempo, decide di proseguire gli studi per curare quelle persone malate diventando un medico.
Durante gli studi, ad Alatri, conosce Maria Buglioni che lui chiamerà Mery, sua futura moglie. Si laurea in medicina nel 1921 presso l'università di Roma, ed inizia a fare esperienza negli ospedali romani. Nel 1924, dopo essersi sposato con Mery, diventa medico condotto a Tarano ma, dopo appena due anni, chiede un trasferimento presso l'infermeria della palude pontina gestita dall'istituto Antimalarico Pontino per poter assistere e curare la povera gente che aveva visto da piccolo. Nel 1925 ha la sua prima figlia Annamaria.

### Attività nell'Agro Pontino
Nel 1926 il professore Giuseppe Sanarelli, con cui ha svolto la tesi di Laurea, lo contatta per comunicargli che si è liberato un posto al centro antimalarico in palude. Vincenzo giunge in treno a Cisterna  per un sopralluogo e, dopo due ore di calesse in mezzo alla palude, arriva a cancello del Quadrato, luogo dove si trovava l'infermeria. Sulle mappe dell'epoca il posto era appena segnato ed indicato con quel nome per la forma quadrata dell'unico edificio che era presente sul posto, e dalla presenza di un cancello. Quell'unico edificio della zona era sede dell'infermeria, presidio medico, magazzino, stalla e dell'abitazione del medico stesso.
Avendo ricevuto notizia dal prof. Sanarelli che il governo intendeva procedere con un importante risanamento e prima bonifica della zona, Vincenzo accetta l'incarico e convince Mery a trasferirsi in palude con Annamaria ancora molto piccola, proprio nel casone del Quadrato. Nel 1928 nasce la sua seconda figlia Rossana. Il dott. Rossetti dal 1926 vivrà con Mery e le sue due figlie in palude svolgendo la sua attività di medico coprendo un territorio molto esteso ed impervio a causa dei copiosi allagamenti, curando e assistendo la popolazione locale e combattendo la malaria. Sarà uno dei pionieri che con la sua opera di medico supporterà la nascita della nuova città di Littoria, poi diventata Latina.
Dal 1926 fino a Dicembre del 1932, data in cui viene innaugurata Littoria, svolge attività di medico e direttore sanitario dell'Istituto Antimalarico Pontino della zona del Quadrato, fino allo scioglimento dell'Istituto.  Le attività svolte dal dott. Rossetti includono tutti i servizi sanitari (ambulatorio medico, chirurgico, ostetrico, pronto soccorso ed infermeria) con prevalenza della lotta alla malaria, a cui si affiancavano compiti amministrativi. Si trova a dover percorrere distanze che superano i 30 km a cavallo attraverso boscaglie ed acquitrini per assistere la scarsa popolazione che abita in palude capitando di dover risolvere da solo situazioni complesse e spesso tragiche nelle più lontane capanne. Rossetti successivamente impianta, organizza e dirige le stazioni sanitarie di Casal dei Pini (oggi Borgo Grappa), Sessano (oggi Borgo Podgora), Passo Genovese (Oggi Borgo Sabotino), Tor Tre Ponti, Fogliano e Capo Grasso (Oggi Borgo San Michele).
Dal 1930 al 1933 organizza e dirige la prima maternità della bonifica con annessa sala parto e 12 posti letto. Viene nominato Ufficiale Sanitario di Littoria il 23 Novembre 1932 (Decreto del Prefetto di Roma Nr 82776). Dopo lo scioglimento dell'Istituto Antimalarico Pontino, con il subentro della C.R.I., viene confermato alla direzione sanitaria di Littoria a Gennaio del 1933, per poi passare alla direzione dell'Ufficio di Igiene di Littoria nel 1934.
Nel 1935 in qualità di Ufficiale Sanitario organizza il passaggio della struttura sanitaria di emergenza della C.R.I. alla normale organizzazione. Successivamente lascia l'incarico di Ufficiale Sanitario per assumere quello di Dirigente Sanitario provinciale della cassa mutua dei lavoratori della provincia di Littoria. Nel 1937 pubblica "Dalle Paludi a Littoria - Diario di un Medico", un insieme di racconti e vicissitudini sulla dura vita in palude prima e durante la fondazione delle città nell'Agro Pontino, nonché di avvenimenti storici fino alla fondazione delle città di Latina, Sabaudia, Pontinia e Aprilia.
All'istituzione dell'I.N.A.M. nel 1943 vinse il concorso di Dirigente Sanitario provinciale, ruolo che ricoprì fino al pensionamento nel 1961.
Durante lo sbarco di Anzio fornisce un importante supporto alla popolazione pontina, ma è costretto poi a lasciare la città insieme al resto della popolazione a causa dei bombardamenti. Chiamato a Roma come ufficiale medico della C.R.I. con il grado di maggiore, continuerà a svolgere attività mediche a supporto della popolazione prestando soccorso durante gli scontri di porta San Paolo.
Dopo la fine della seconda guerra mondiale ritorna a Littoria, divenuta Latina, dove continuerà a svolgere la sua professione medica ricevendo importanti incarichi in ambito amministrativo e organizzativo della nuova città.

## Opere[3]
- Relazione e stampa su un triennio di attività sanitaria in Agro Pontino (1929)
- Norme di igiene, di lotta anti-malarica e di bonifica ad uso dei contadini dell'Agro Pontino (1929)
- Dalle paludi a Littoria - Diario di un medico:
  - 1ª Edizione - Bompiani (1937), vincitore premio Nazionale "Sabaudia"
  - 2ª Edizione (pubblicato come: Nostra terra Pontina) - Palombi (1973)
  - 3ª Edizione (pubblicato come: Nostra terra Pontina) - Palombi (1985)
  - 4ª Edizione - Palombi (2002)
  - 5ª Edizione - Palombi (2018)

## Onorificenze
- Medaglia d'oro di benemerenza della C.R.I. per i servizi resi nel campo sanitario durante la Bonifica dell'Agro Pontino (1934)[3]
- Medaglia di Bronzo al merito della sanità pubblica (1937)
- Medaglia di argento con palme della C.R.I. per l'attività svolta nel 1943-1944 a favore della popolazione pontina durante e dopo lo sbarco anglo americano tra Anzio e Nettuno (1945)
- Medaglia d'oro di benemerenza della C.R.I. per i servizi resi nel settore assistenziale scolastico nella provincia di Latina (1950)
- Medaglia di argento al merito della sanità pubblica (1956)
- Medaglia d'oro di benemerenza della C.R.I. per le attività sanitarie ed assistenziali svolte (1957)
- Medaglia d'oro di benemerenza concessa dal comune di Latina per i servizi resi durante 40 anni 1926-1966 (1966)
- Medaglia d'oro di benemerenza concessa dalla camera di commercio industria ed agricoltura di Latina in "Riconoscimento della instancabile preziosa attività svolta in provincia dall'epoca della bonifica delle paludi pontine ad oggi 1926-1967 (1967)
- Medaglia d'oro concessa dall'ente provinciale del turismo per meriti acquisiti per il turismo nel settore culturale (1971)
- Grande medaglia d'oro assegnata dal centro d'arte "I templari di San Felice Circeo" per l'attività svolta come medico, pioniere, umanista sociologo (1971)